# Барановиці (Любуське воєводство)
Барановиці (пол. Baranowice, нім. Annenaue) — село в Польщі, у гміні Санток Ґожовського повіту Любуського воєводства.
Населення — 110 осіб (2011).
У 1975-1998 роках село належало до Гожовського воєводства.

## Демографія
Демографічна структура станом на 31 березня 2011 року:
|          | Загалом | Допрацездатний вік | Працездатний вік | Постпрацездатний вік |
| -------- | ------- | ------------------ | ---------------- | -------------------- |
| Чоловіки | 57      | 12                 | 38               | 7                    |
| Жінки    | 53      | 15                 | 27               | 11                   |
| Разом    | 110     | 27                 | 65               | 18                   |